# Neunkirchen (Modautal)
Neunkirchen (ⓘ) ist der zweitkleinste Ortsteil der Gemeinde Modautal im Odenwald und die höchstgelegene Ortschaft im südhessischen Landkreis Darmstadt-Dieburg.

## Geographie
Neunkirchen liegt im Vorderen Odenwald an der Neunkircher Höhe (605 m ü. NHN), der höchsten Erhebung im hessischen Odenwald. Südwestlich des Ortes verläuft die Landesstraße 3399. Der Ortsteil Neunkirchen besteht aus der Gemarkung Neunkirchen.
Angrenzende Ortschaften sind Brandau im Westen, Lützelbach im Nordnordwesten, Steinau im Nordosten, Winterkasten im Süden und Gadernheim im Südwesten. Ein weiterer Nachbarort ist Laudenau im Südosten.

## Geschichte

### Ortsgeschichte
Das Dorf wurde im Jahre 1222 erstmals urkundlich genannt. Im Jahr 1347 verkaufte Erkinger von Rodenstein alles, was er zu Neunkirchen besaß, dem Grafen Wilhelm von Katzenelnbogen. 1433 verkauften auch die Brüder Hermann und Konrad von Rodenstein ihren Anteil an Lützelbach dem Grafen Philipp von Katzenelnbogen. Im 16. Jahrhundert stand das Dorf den Junkern von Rodenstein zu, der Landgraf von Hessen hatte die Cent- und Hohe Obrigkeit mit Gebot und Verbot.
In den historischen Dokumenten ist der Ort im Laufe der Jahrhunderte mit wechselnden Ortsnamen belegt: Nuenkirchen (1222), Nuwenkirchen (Ende 14. Jahrhundert), Nunkirchen (1433), Neunkirchen (1748).
Neunkirchen lag im Gerichtsbezirk der Zent Oberramstadt. Die Zent war in sogenannte „Reiswagen“ eingeteilt, denen jeweils ein Oberschultheiß vorstand, die dem Zentgrafen unterstellt waren. Dieser Bezirk hatte einen Frachtwagen (Reiswagen) einschließlich Zugtieren und Fuhrknechten für Feldzüge bereitzustellen. Neunkirchen gehörte zum „Brandauer Reiswagen“, dem auch  die Orte Brandau, Allertshofen, Hoxhohl, Herchenrod, Lützelbach, Ernsthofen, Neutsch, Klein-Bieberau und Webern angehörten. Die gesamte Zent Oberramstadt war dem Amt Lichtenberg zugeteilt. Diese Einteilung bestand noch bis zum Beginn des 19. Jahrhunderts.
Die Statistisch-topographisch-historische Beschreibung des Großherzogthums Hessen berichtet 1829 über Neunkirchen:

„Neunkirchen (L. Bez. Reinheim) luth. Pfarrdorf; liegt 21⁄2 St, von Reinheim und beinahe auf dem Gipfel der sogenannten Neunkircher Höhe, die 2364 Hess. (1820 Par.) Fuß über der Meeresfläche erhaben ist. Der Ort hat 15 Häuser und 102 luth. Einwohner. Man findet eine schöne 1742 erbaute Kirche, die wegen des hellen Anstrichs weit sichtbar ist, ein ganz massives Pfarrhaus und unter dem Schatten einer schönen alten Linde einen Springbrunnen, der auf einer solchen Höhe eine merkwürdige Erscheinung ist. Auf der Spitze des Bergs, der mit kolossalen Granitblöcken übersäet ist, genießt man eine herrliche, ganz unbeschränkte Aussicht bis zu den Vogesen, dem Donnersberg, dem Taunus; man erblickt den Rhein von Speier bis gegen Mainz, Frankenstein, Lichtenberg, Otzberg, die Ebene gegen Frankfurt hin, das odenwäldische Gebirge und unter diesem den hervorragenden Katzenbuckel. – Der Tradition nach gab zur Erbauung der Kirche ein Gesundbrunnen die Veranlassung. Es siedelten sich nach und nach mehrere Familien an, und die Rodensteiner und Andere pfarrten ihre Unterthanen ein. Der älteste bekannte Geistliche ist Rudolph von Rodenstein, ein Bruder Heinrichs und Erkingers, und erscheint 1360. Erkinger von Rodenstein verpfändete 1347 den Ort an Wilhelm II. von Katzenellenbogen. Diese Pfandschaft muß aber wieder abgelößt worden seyn, indem Neunkirchen 1413 von Herrmann von Rodenstein um 200 fl. an die Pfalz versetzt wurde.“

Hessische Gebietsreform (1970–1977)
Im Zuge der Gebietsreform in Hessen wurden die bis dahin selbständigen Gemeinden Neunkirchen und Lützelbach auf freiwilliger Basis zum 31. Dezember 1971 in die Gemeinde Brandau eingegliedert. Diese Gemeinde wurde dann zum 1. Januar 1977 kraft Landesgesetz mit, der am 1. April 1971 gebildeten Gemeinde Modautal, und weiteren Gemeinden zur neuen Gemeinde Modautal zusammengeschlossen.
Für Neunkirchen wurde ein Ortsbezirk mit Ortsbeirat gebildet.

### Verwaltungsgeschichte im Überblick
Die folgende Liste zeigt die Staaten und Verwaltungseinheiten, denen Neunkirchen angehört(e):
- 1457: Rodensteiner Mark
- vor 1479: Heiliges Römisches Reich, Grafschaft Katzenelnbogen, Obere Grafschaft Katzenelnbogen
- ab 1479: Heiliges Römisches Reich, Landgrafschaft Hessen (durch Erbfall), Obere Grafschaft Katzenelnbogen
- ab 1567: Heiliges Römisches Reich, Landgrafschaft Hessen-Darmstadt, Obere Grafschaft Katzenelnbogen, (1783: Amt Lichtenberg, Zent Oberramstadt, Brandauer Reiswagen)
- ab 1803: Heiliges Römisches Reich, Landgrafschaft Hessen-Darmstadt, Fürstentum Starkenburg, Amt Lichtenberg
- ab 1806: Großherzogtum Hessen,[Anm. 2] Fürstentum Starkenburg, Amt Lichtenberg[12]
- ab 1815: Großherzogtum Hessen[Anm. 3], Provinz Starkenburg, Amt Lichtenberg
- ab 1821: Großherzogtum Hessen, Provinz Starkenburg, Landratsbezirk Reinheim[Anm. 4]
- ab 1832: Großherzogtum Hessen, Provinz Starkenburg, Kreis Dieburg
- ab 1848: Großherzogtum Hessen, Regierungsbezirk Dieburg
- ab 1852: Großherzogtum Hessen, Provinz Starkenburg, Kreis Dieburg
- ab 1871: Deutsches Reich,[Anm. 5] Großherzogtum Hessen, Provinz Starkenburg, Kreis Dieburg
- ab 1918: Deutsches Reich, Volksstaat Hessen,[Anm. 6] Provinz Starkenburg, Kreis Dieburg
- ab 1938: Deutsches Reich, Volksstaat Hessen, Landkreis Darmstadt[13][Anm. 7]
- ab 1945: Deutsches Reich, Amerikanische Besatzungszone,[Anm. 8] Groß-Hessen, Regierungsbezirk Darmstadt, Landkreis Darmstadt
- ab 1946: Deutsches Reich, Amerikanische Besatzungszone, Land Hessen, Regierungsbezirk Darmstadt, Landkreis Darmstadt
- ab 1949: Bundesrepublik Deutschland, Land Hessen, Regierungsbezirk Darmstadt, Landkreis Darmstadt
- ab 1972: Bundesrepublik Deutschland, Land Hessen, Regierungsbezirk Darmstadt, Landkreis Darmstadt, Gemeinde Brandau[Anm. 9]
- am 1. Januar 1977 zur Gemeinde Modautal
- ab 1977: Bundesrepublik Deutschland, Land Hessen, Regierungsbezirk Darmstadt, Landkreis Darmstadt-Dieburg, Gemeinde Modautal[Anm. 10]

### Gerichte
Neunkirchen gehörte zur Zent Oberramstadt und zeitweise zu Reichelsheim. In der Landgrafschaft Hessen-Darmstadt wurde mit Ausführungsverordnung vom 9. Dezember 1803 das Gerichtswesen neu organisiert. Für das Fürstentum Starkenburg wurde das „Hofgericht Darmstadt“ als Gericht der zweiten Instanz eingerichtet. Die Rechtsprechung der ersten Instanz wurde durch die Ämter bzw. Standesherren vorgenommen.
Damit war für Neunkirchen das Amt Lichtenberg zuständig. Das Hofgericht war für normale bürgerliche Streitsachen Gericht der zweiten Instanz, für standesherrliche Familienrechtssachen und Kriminalfälle die erste Instanz. Übergeordnet war das Oberappellationsgericht Darmstadt. Die Zentgerichte hatten damit ihre Funktion verloren.
Mit Bildung der Landgerichte im Großherzogtum Hessen war ab 1821 das Landgericht Lichtenberg das Gericht erster Instanz, zweite Instanz war das Hofgericht Darmstadt. Es folgten:
- ab 1848: Landgericht Reinheim (Verlegung von Lichtenberg nach Reinheim), zweite Instanz: Hofgericht Darmstadt
- ab 1879: Amtsgericht Reinheim, zweite Instanz: Landgericht Darmstadt
- ab 1968: Amtsgericht Darmstadt mit der Auflösung des Amtsgerichts Reinheim, zweite Instanz: Landgericht Darmstadt

## Bevölkerung

### Einwohnerstruktur 2011
Nach den Erhebungen des Zensus 2011 lebten am Stichtag, dem 9. Mai 2011 in Neunkirchen 156 Einwohner. Darunter waren 6 (3,8 %) Ausländer. Nach dem Lebensalter waren 30 Einwohner unter 18 Jahren, 69 zwischen 18 und 49, 36 zwischen 50 und 64 und 21 Einwohner waren älter. Die Einwohner lebten in 63 Haushalten. Davon waren 12 Singlehaushalte, 57 Paare ohne Kinder und 54 Paare mit Kindern, sowie 3 Alleinerziehende und 3 Wohngemeinschaften. In 12 Haushalten lebten ausschließlich Senioren und in 45 Haushaltungen lebten keine Senioren.

### Einwohnerentwicklung
| • 1629: | 00 8 Hausgesesse         |
| • 1637: | verwüstet                |
| • 1806: | 096 Einwohner, 14 Häuser |
| • 1829: | 102 Einwohner, 15 Häuser |
| • 1867: | 101 Einwohner, 13 Häuser |

| Neunkirchen: Einwohnerzahlen von 1791 bis 2024 | Neunkirchen: Einwohnerzahlen von 1791 bis 2024 | Neunkirchen: Einwohnerzahlen von 1791 bis 2024 | Neunkirchen: Einwohnerzahlen von 1791 bis 2024 | Neunkirchen: Einwohnerzahlen von 1791 bis 2024 |
| --- | ---------------------------------------------- | ---------------------------------------------- | ---------------------------------------------- | ---------------------------------------------- |
| Jahr |                                                |                                                |                                                | Einwohner                                      |
| 1791 | 1791                                           |                                                | 81                                             | 81                                             |
| 1800 | 1800                                           |                                                | 88                                             | 88                                             |
| 1806 | 1806                                           |                                                | 96                                             | 96                                             |
| 1829 | 1829                                           |                                                | 102                                            | 102                                            |
| 1834 | 1834                                           |                                                | 120                                            | 120                                            |
| 1840 | 1840                                           |                                                | 113                                            | 113                                            |
| 1846 | 1846                                           |                                                | 116                                            | 116                                            |
| 1852 | 1852                                           |                                                | 107                                            | 107                                            |
| 1858 | 1858                                           |                                                | 103                                            | 103                                            |
| 1864 | 1864                                           |                                                | 100                                            | 100                                            |
| 1871 | 1871                                           |                                                | 111                                            | 111                                            |
| 1875 | 1875                                           |                                                | 104                                            | 104                                            |
| 1885 | 1885                                           |                                                | 94                                             | 94                                             |
| 1895 | 1895                                           |                                                | 96                                             | 96                                             |
| 1905 | 1905                                           |                                                | 99                                             | 99                                             |
| 1910 | 1910                                           |                                                | 89                                             | 89                                             |
| 1925 | 1925                                           |                                                | 92                                             | 92                                             |
| 1939 | 1939                                           |                                                | 87                                             | 87                                             |
| 1946 | 1946                                           |                                                | 201                                            | 201                                            |
| 1950 | 1950                                           |                                                | 165                                            | 165                                            |
| 1956 | 1956                                           |                                                | 121                                            | 121                                            |
| 1961 | 1961                                           |                                                | 124                                            | 124                                            |
| 1967 | 1967                                           |                                                | 119                                            | 119                                            |
| 1970 | 1970                                           |                                                | 111                                            | 111                                            |
| 1980 | 1980                                           |                                                | ?                                              | ?                                              |
| 1990 | 1990                                           |                                                | ?                                              | ?                                              |
| 2000 | 2000                                           |                                                | ?                                              | ?                                              |
| 2007 | 2007                                           |                                                | 152                                            | 152                                            |
| 2010 | 2010                                           |                                                | 157                                            | 157                                            |
| 2011 | 2011                                           |                                                | 156                                            | 156                                            |
| 2015 | 2015                                           |                                                | 146                                            | 146                                            |
| 2020 | 2020                                           |                                                | 166                                            | 166                                            |
| 2024 | 2024                                           |                                                | 160                                            | 160                                            |
| Datenquelle: Historisches Gemeindeverzeichnis für Hessen: Die Bevölkerung der Gemeinden 1834 bis 1967. Wiesbaden: Hessisches Statistisches Landesamt, 1968. Weitere Quellen: LAGIS; 1791; 1800; Gemeinde Modautal; Zensus 2011 |                                                |                                                |                                                |                                                |

### Historische Religionszugehörigkeit
| • 1829: | 102 lutheranische (= 100,00 %) Einwohner                           |
| • 1961: | 105 evangelische (= 84,68 %), 15 katholische (= 12,10 %) Einwohner |

## Politik
Für Neunkirchen besteht ein Ortsbezirk (Gebiete der ehemaligen Gemeinde Neunkirchen) mit Ortsbeirat und Ortsvorsteher nach der Hessischen Gemeindeordnung.
Der Ortsbeirat besteht aus drei Mitgliedern. Bei den Kommunalwahlen in Hessen 2021 betrug die Wahlbeteiligung zum Ortsbeirat Neunkirchen 82,68 %. Alle Kandidaten gehörten der Liste Bürger für Neunkirchen an. Der Ortsbeirat wählte Corinne Böckstiegel zur Ortsvorsteherin.

## Wappen und Flagge

### Wappen
Blasonierung: In goldenem Schild auf einer schwarzen in ein Kreuz auslaufenden Spitze aufgelegt ein silberner Quell, auf den Seiten rechts eine rote Glocke, links eine rote Büchse.
Das Wappen wurde der damaligen Gemeinde Neunkirchen (Odenwald) im Landkreis Darmstadt am 2. September 1963 durch den Hessischen Innenminister genehmigt.
Gestaltet wurde es durch den Bad Nauheimer Heraldiker Heinz Ritt.

### Flagge
Die Flagge wurde am gemeinsam mit dem Wappen am 2. September 1963 durch das Hessische Innenministerium genehmigt.
Flaggenbeschreibung:  „Auf in rot und weiß geständertem Flaggentuch auf den Kreuzpunkt aufgelegt das Gemeindewappe.“ 

## Kultur und Sehenswürdigkeiten

### Bauwerke
- Ehemalige Wallfahrtskirche mit Heil(iger) Quelle
- Ohly-Gedenkstein
- Kaiserturm auf der Neunkircher Höhe
- Radarturm der Luftfahrt

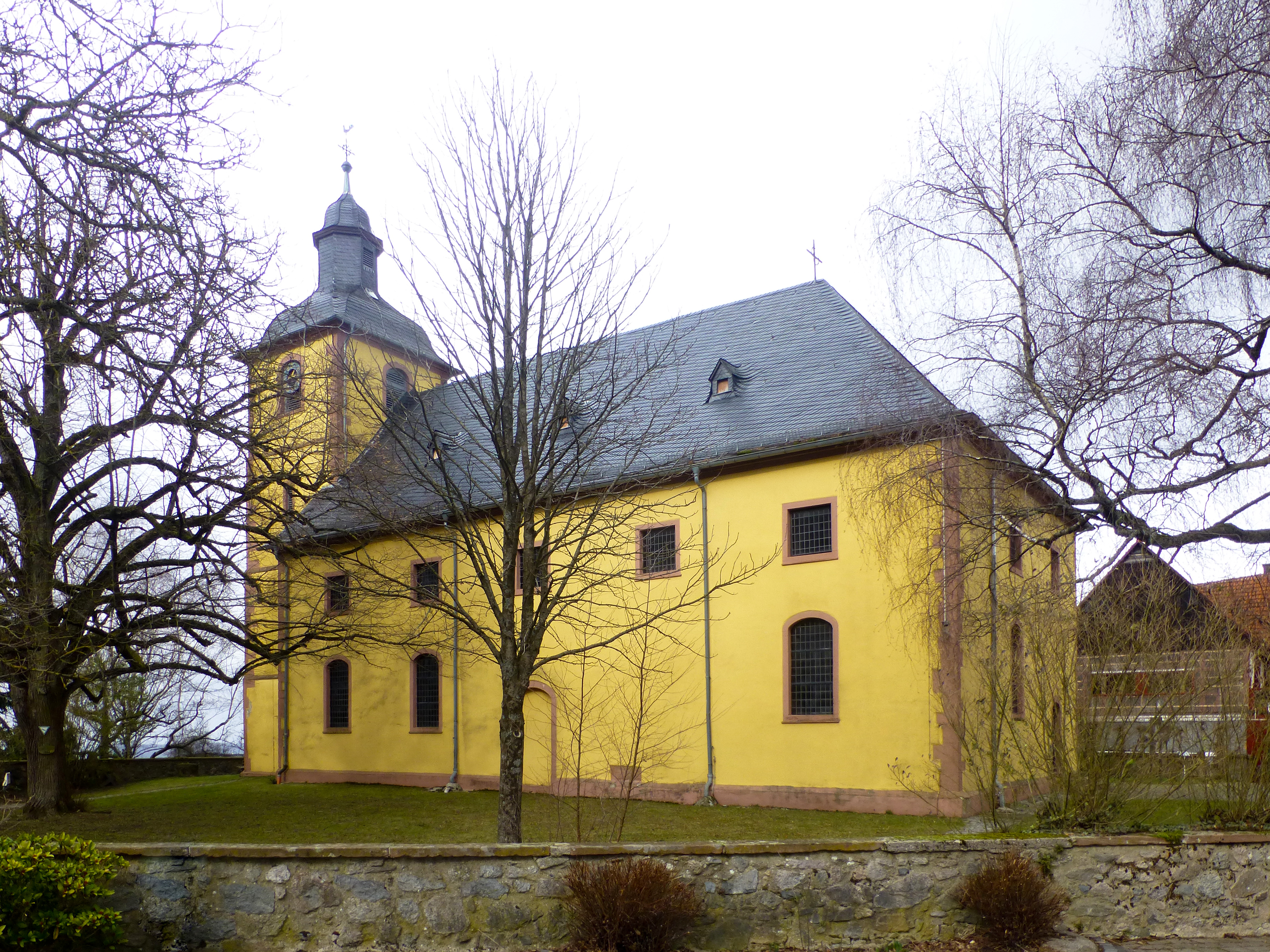
Die evangelische Kirche St. Cosmas und Damian
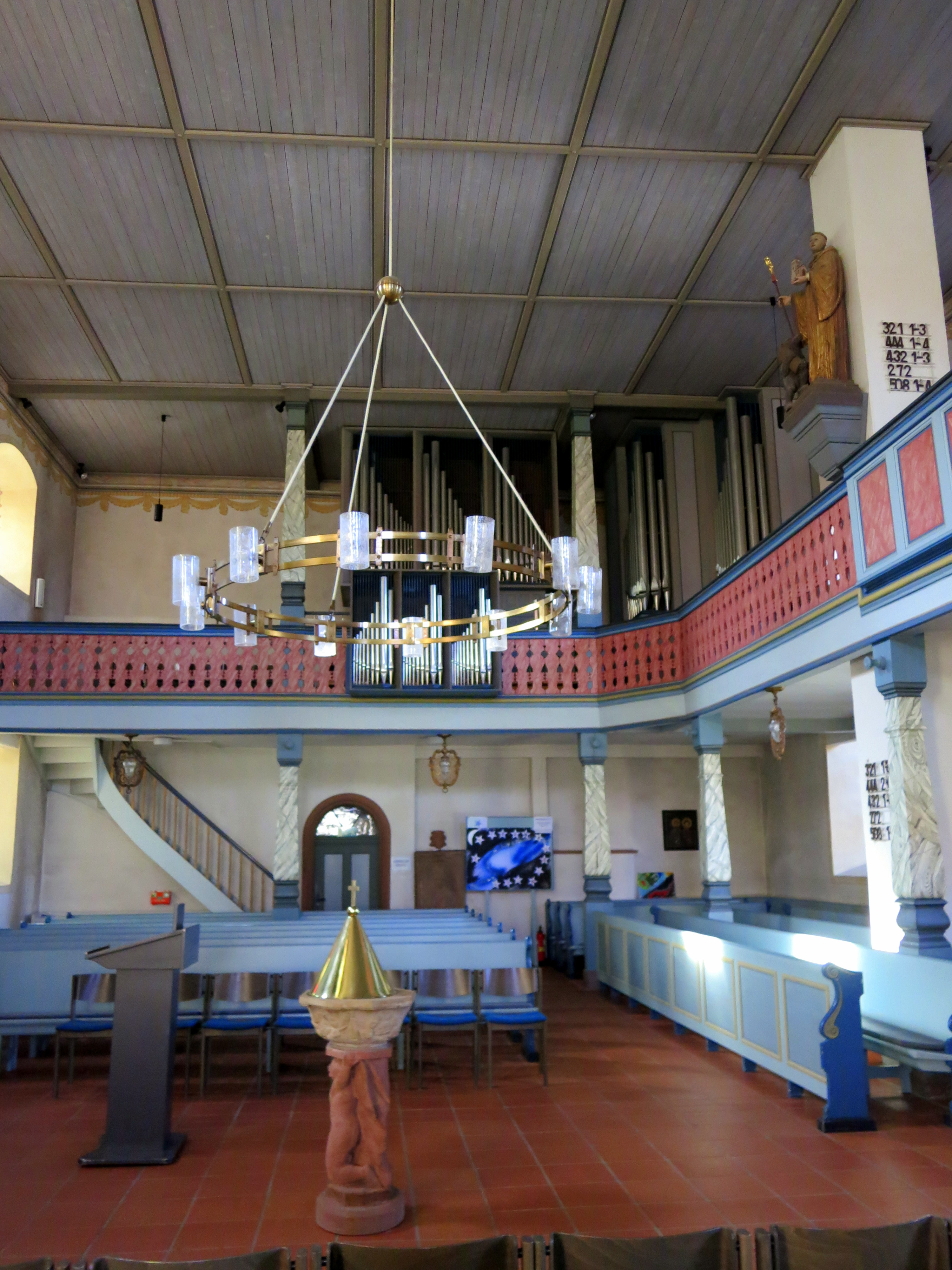
St. Cosmas und Damian, Innenansicht
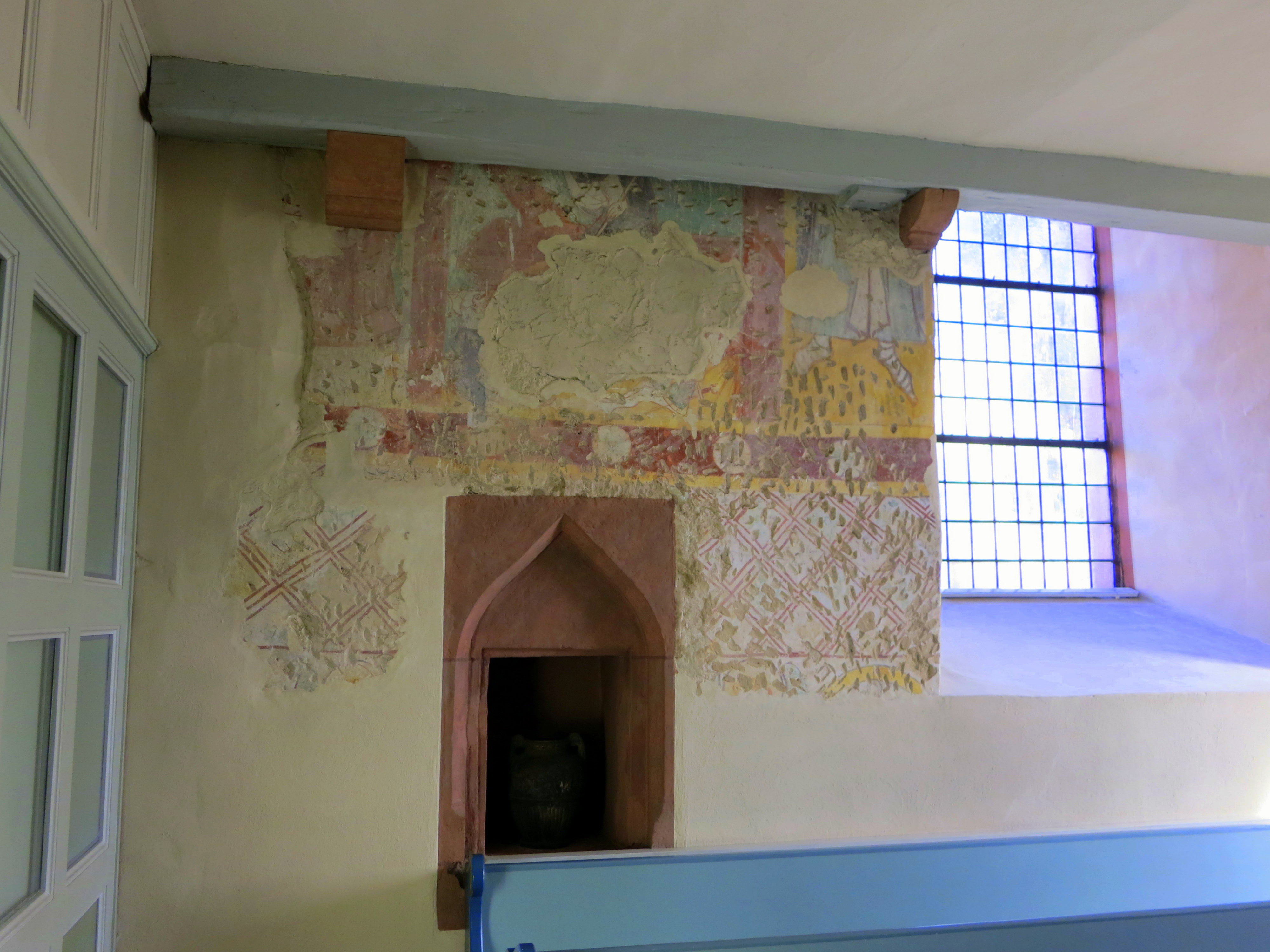
St. Cosmas und Damian, Fresken
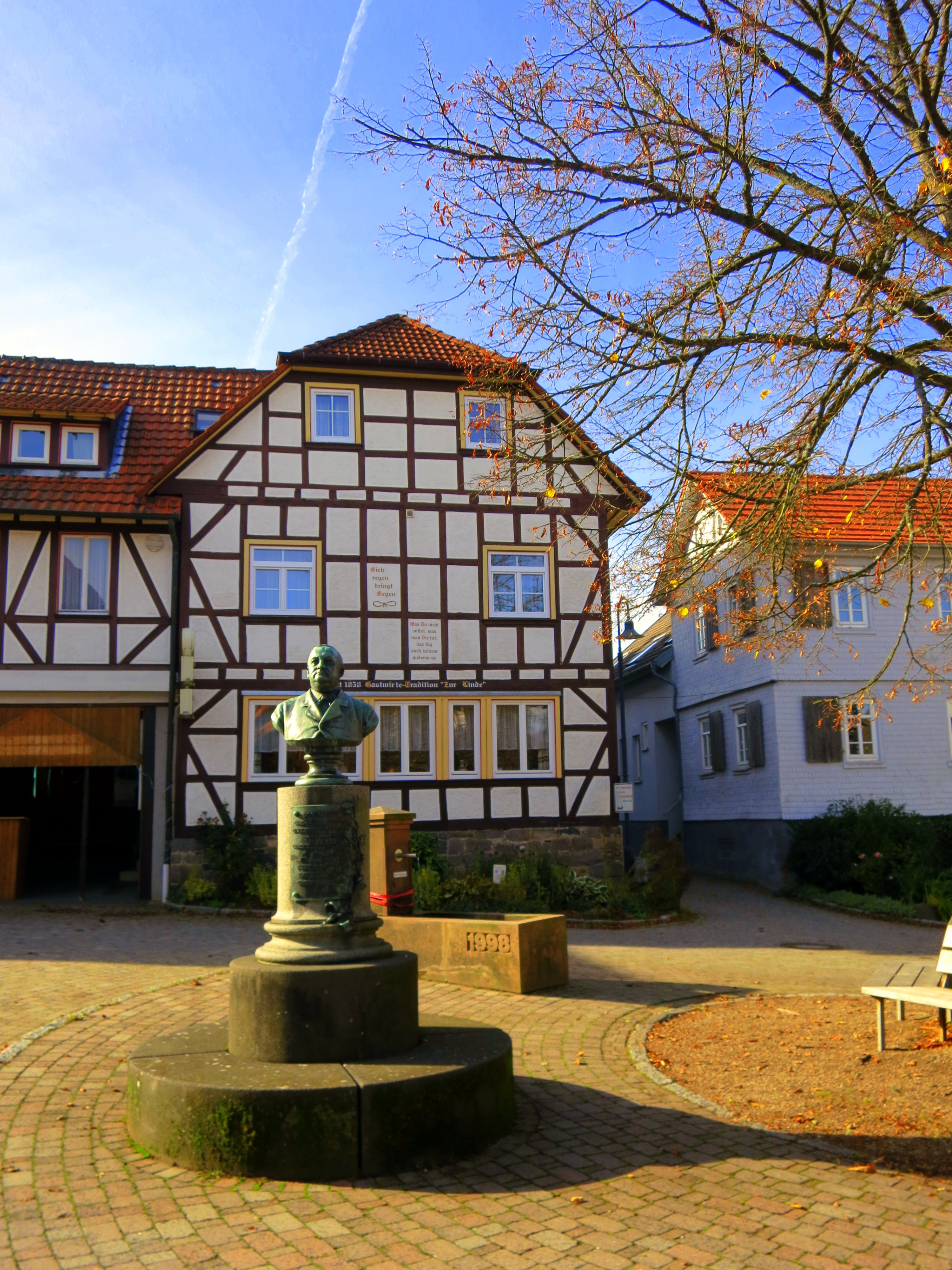
Ohly-Gedenkstein in Neunkirchen
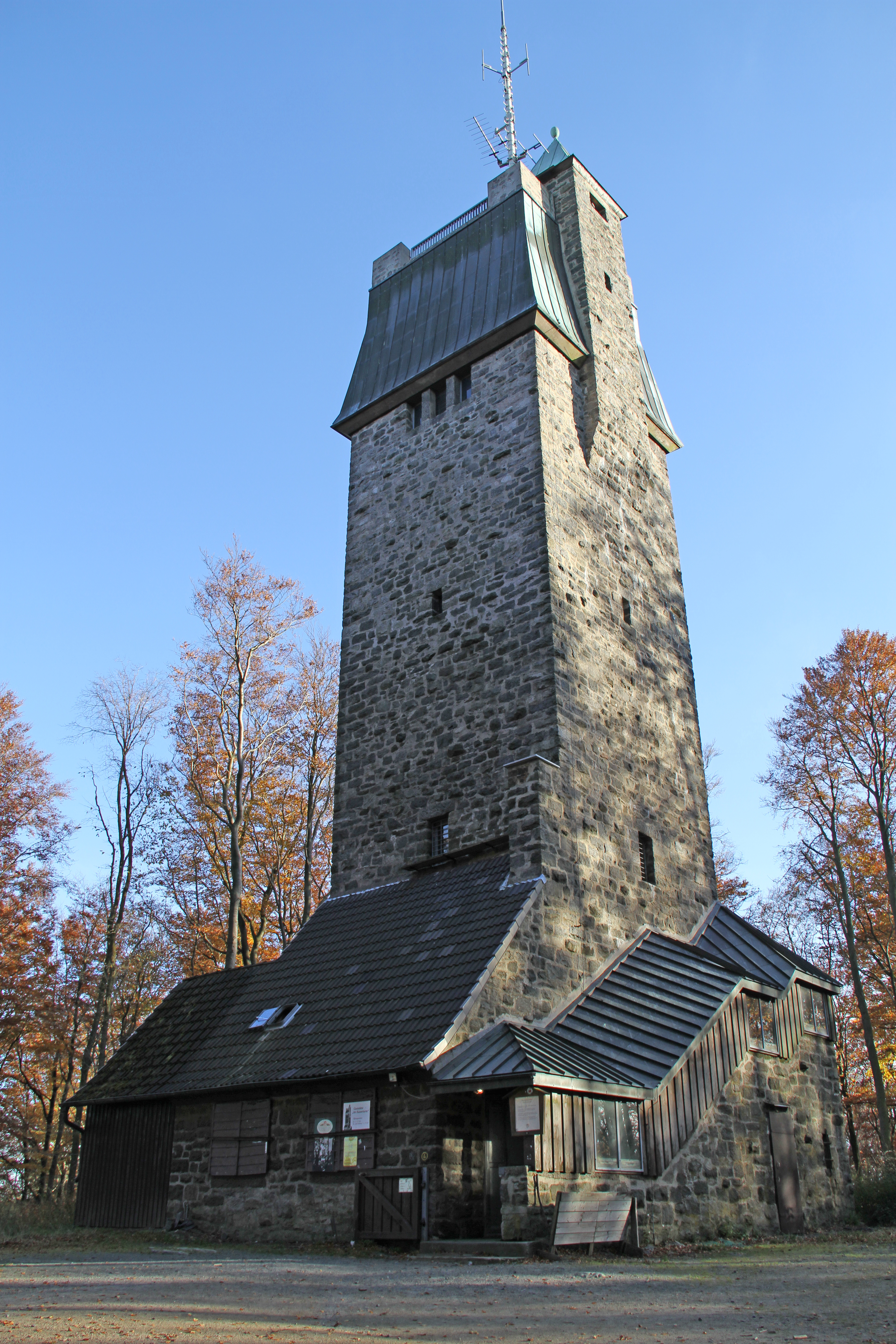
Kaiserturm bei Neunkirchen
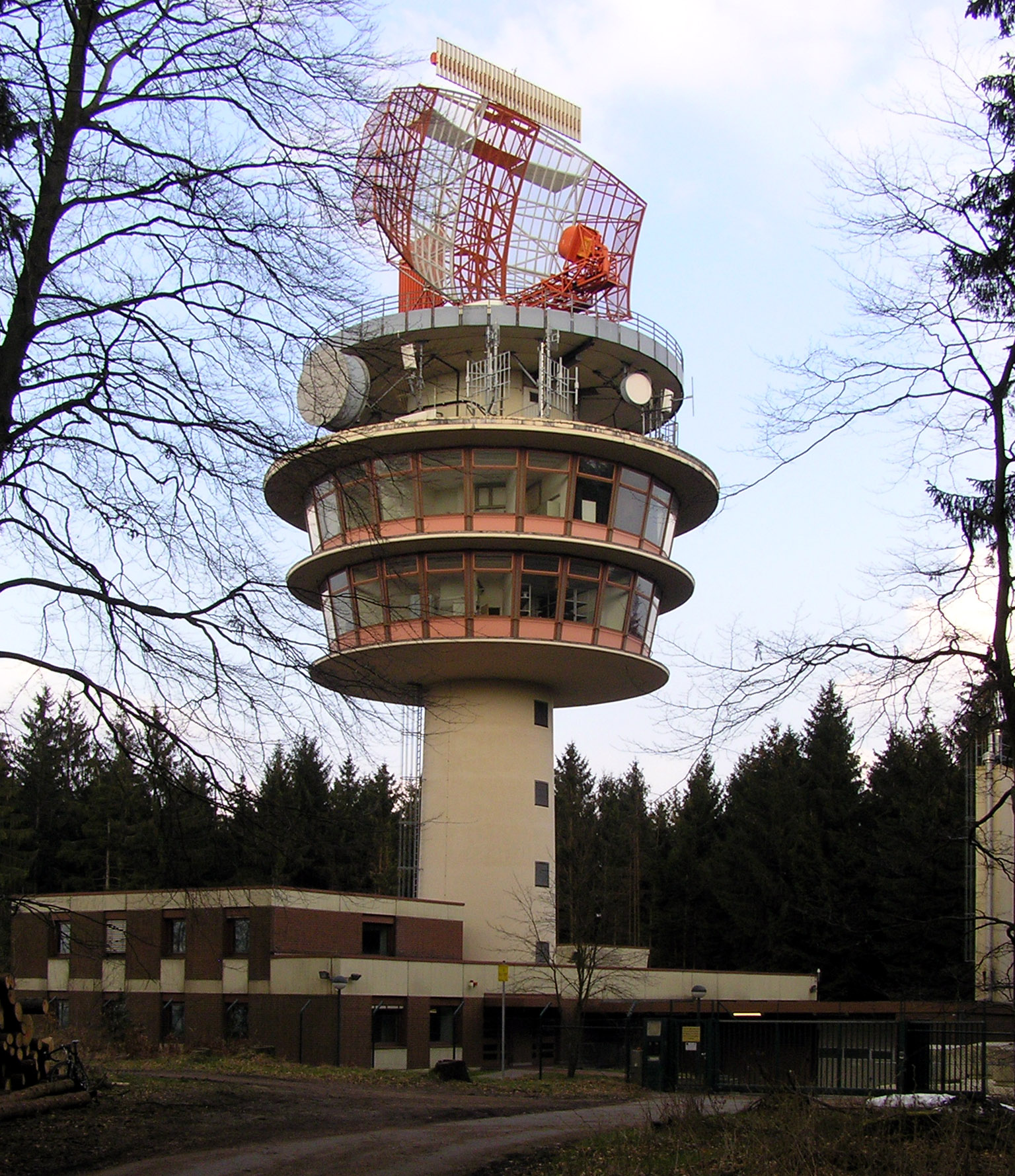
Radarturm bei Neunkirchen

### Regelmäßige Veranstaltungen
- November/Dezember: Weihnachtsmarkt[22]